# Leaburu-Gaztelu
Leaburu-Gaztelu es un antiguo municipio de la provincia de Guipúzcoa, País Vasco (España) que existió entre 1966 y 1995.
El municipio se situaba en la comarca de Tolosaldea y se formó por la unión de dos pequeños municipios rurales de la comarca, Leaburu y Gaztelu, que eran incapaces por separado de hacer frente a sus gastos. La capitalidad se situaba en Leaburu. El municipio desapareció décadas después cuando mejoró la situación económica y los vecinos de Gaztelu requirieron recobrar su independencia.
- Datos: Q9020968